# Marató d'Empúries
La Marató d'Empúries és una cursa de llarga distància (42,195 km) que es disputa a Empúries, l'antiga colònia grega i romana, als voltants de Sant Martí d'Empúries i L'Escala (Alt Empordà, Girona). La primera edició de la marató es realitzà l'any 2003 amb motiu de la col·laboració de l'Ajuntament de l'Escala amb el Fòrum Barcelona 2004.
Organitzada pel Patronat Municipal d'Esports de l´Escala i amb el suport de la Federació Catalana d'Atletisme, la Marató d'Empúries se celebra anualment en el mes d'abril o maig, juntament amb dos curses atlètiques addicionals: la mitja marató i la cursa de 10.000 metres. Amb més de 1847 atletes inscrits per les tres proves de l'edició de 2013, la sortida i l'arribada es realitzen al Museu d'Arqueologia de Catalunya-Empúries i, just abans d'iniciar la cursa, els corredors creuen l'antiga ciutat grega d'Empúries fins a la posició de sortida.

## Historial

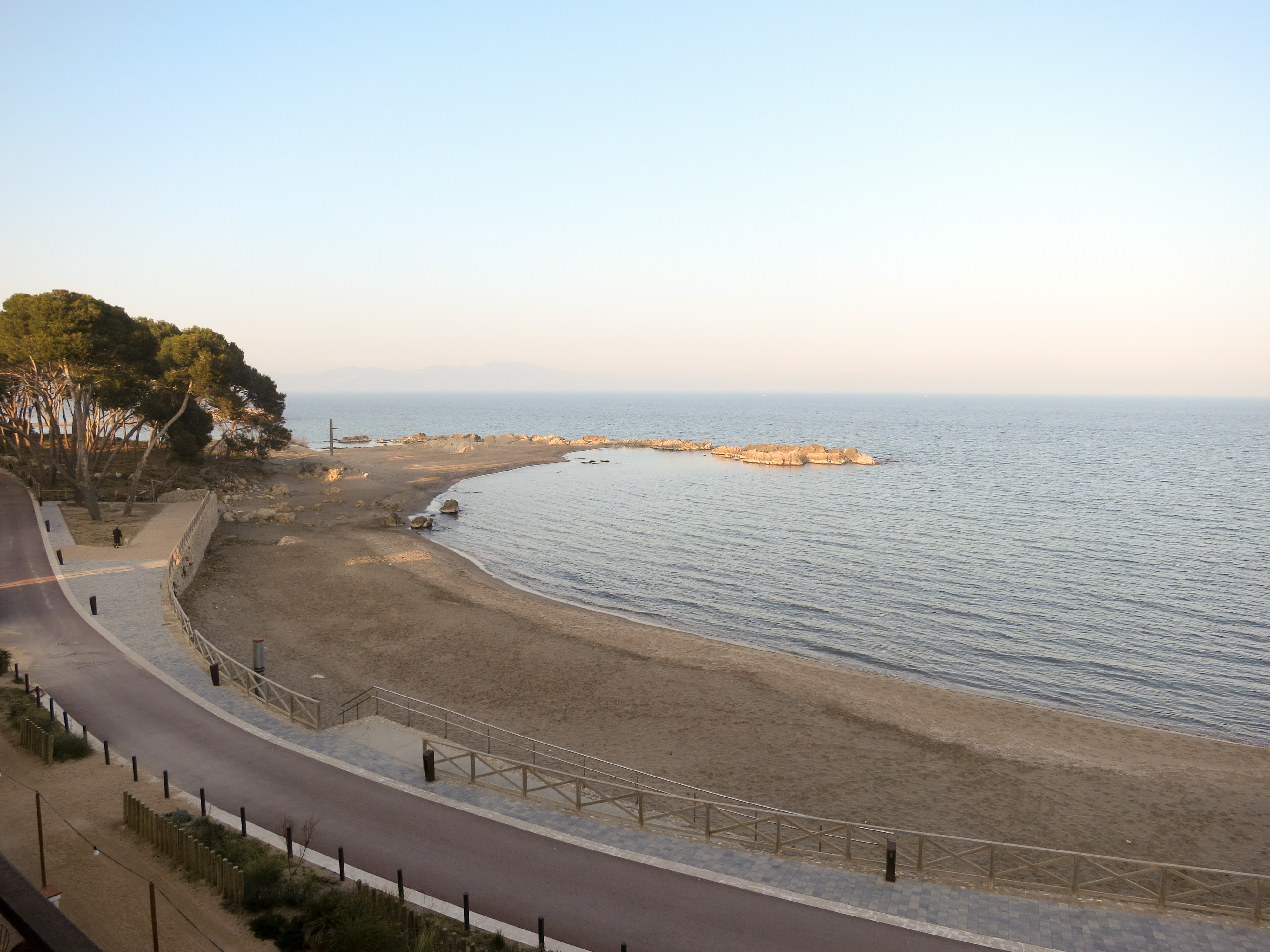
Platja de les Muscleres (Empúries), al costat del recorregut de la Marató d'Empúries

Els guanyadors en les categories femenina i masculina de la Marató d'Empúries han estat:
| Edició | Any  | Vencedor masculí         | Temps      | Vencedora femenina        | Temps      |
| ------ | ---- | ------------------------ | ---------- | ------------------------- | ---------- |
| I      | 2003 | Manuel López             | 2h 56' 07" | Meritxell Portillo Araujo | 3h 22' 05" |
| II     | 2004 | Albert Pascual           | 2h 32' 44" |                           |            |
| III    | 2005 | Benito Ojeda Sanz        | 2h 34' 58" | Meritxell Portillo Araujo | 3h 20' 54" |
| IV     | 2006 | Victor González Guirao   | 2h 24' 02" | Anna Rosa Moreno          | 3h 02' 01" |
| V      | 2007 | Benito Ojeda Sanz        | 2h 31' 33" | Anna Rosa Moreno          | 3h 07' 39" |
| VI     | 2008 | Benito Ojeda Sanz        | 2h 30' 54" | Anna Rosa Moreno          | 3h 02' 36" |
| VII    | 2009 | Ricard Verge Berrar      | 2h 36' 52" | Annette Geiken            | 3h 27' 18" |
| VIII   | 2010 | Esteve Campmol Ametller  | 2h 40' 50" | Anna Rosa Moreno          | 3h 07' 50" |
| IX     | 2011 | Ricard Verge Berrar      | 2h 33' 39" | Isabel Olivan Moreno      | 3h 16' 33" |
| X      | 2012 | Sergio Enriquez Castells | 2h 23' 45" | Antonia Hermoso Pua       | 3h 17' 20" |
| XI     | 2013 | David Guiamet Redondo    | 2h 37' 44" | Paula Salgado             | 3h 09' 27" |
| XII    | 2014 | David Guiamet Redondo    | 2h 34' 43  | Mireia Sosa Perez         | 3h 07' 05" |
| XIII   | 2015 | Jordi Rabionet           | 2h 41' 41  | Pilar Sànchez             | 3h 09' 15" |
| XIV    | 2016 | anul·lada per vent fort  |            | anul·lada per vent fort   |            |
| XV     | 2017 | Jordi Alsina Casas       | 2h 38' 00  | Ana Cristina Constantin   | 3h 29' 45  |
| XVI    | 2018 | Xavi Tomasa              | 2h 34' 59  | Mireia Sosa               | 3h 07' 19  |